# Bomber Raid
Bomber Raid (ボンバーレイド?) è un videogioco sparatutto sviluppato da Sanritsu Denki e pubblicato nel 1989 da SEGA per Sega Master System.
Sparatutto in stile 1942, in Giappone è stato l'ultimo titolo pubblicato per Sega Mark III.